# Catapleuradesmus diadematus
Catapleuradesmus diadematus är en mångfotingart som beskrevs av Loomis 1964. Catapleuradesmus diadematus ingår i släktet Catapleuradesmus och familjen fingerdubbelfotingar. Inga underarter finns listade i Catalogue of Life.